# Martin Hammer
Martin Hammer (* 12. August 1985) ist ein ehemaliger norwegischer Skilangläufer.

## Werdegang
Hammer, der für den Skogn IL startete, nahm von 2005 bis 2018 vorwiegend am Scandinavian-Cup und an FIS-Rennen teil. Seine beste Platzierung im Scandinavian-Cup errang er im Februar 2010 in Sigulda mit dem neunten Platz im Sprint. Sein erstes und einziges Weltcuprennen lief er im März 2010 in Oslo, das er auf dem 17. Platz im Sprint beendete. Bei den Rollerski-Weltmeisterschaften 2013 in Bad Peterstal gewann er zusammen mit Ragnar Bragvin Andresen die Goldmedaille im Teamsprint. Zudem belegte er dort im Sprint und über 20 km Freistil jeweils den 12. Platz. Im folgenden Jahr wurde er zusammen mit Eldar Rønning norwegischer Meister im Teamsprint.